# Nadi Bou Hanna
Nadi Bou Hanna est un haut fonctionnaire et entrepreneur français né en 1972. Il a notamment été le directeur interministériel du Numérique (DINUM) de 2018 à 2022, sous le mandat des Premiers ministres Édouard Philippe et Jean Castex.
Il dirige depuis 2022 Flore Group, entreprise qu'il a co-fondé et qui vise à « soutenir et développer des projets entrepreneuriaux d'intérêt général ».

## Biographie

### Jeunesse et Formation
Né au Liban le 22 juillet 1972, Nadi Bou Hanna est arrivé en France en 1979 et a été naturalisé français en 1983. Il est nommé ingénieur général des mines le 19 juillet 2021.

### Début de carrière dans la haute-fonction publique
Il intègre en 2000 la direction générale des Douanes, où il dirige la mission de modernisation des systèmes d’information et lance le programme Cristal de transformation numérique des Douanes. Il revient au Quai d’Orsay en 2005, comme directeur adjoint directeur-adjoint des systèmes d'information jusqu'en 2007. Il participera également au développement du portail électronique de Campus France, point d'entrée unique pour toutes les procédures administratives des étudiants étrangers en France, et à la digitalisation en cours du service public.
Il réintègre ensuite la direction générale des Douanes, où il exerce en tant que chef de mission des douanes électroniques, puis en tant que directeur général des Douanes et Droits indirects jusqu'en 2005. Il devient ensuite directeur-adjoint des systèmes d'information jusqu'en 2007.

### Premiers pas dans l'entrepreneuriat
En 2007, à la suite de ses premières expériences dans le secteur public, il fonde et dirige avec Nicolas de Snoeck une société de conseil en stratégie et en transformation numérique des organisations, notamment du service public, qu'ils nomment Adminext, (2007-2018), ce qui lui permet de continuer ainsi depuis le secteur privé le travail initié au Quai d'Orsay pour la simplification administrative via le numérique,,,.

### La direction du Numérique Français (DINUM)
En 2018, Nadi Bou Hanna est nommé par décret le 24 octobre 2018 directeur interministériel du Numérique et du Système d'Information et de Communication de l'État français, succédant à Henri Verdier,,,. Cette approche agile se traduit le 30 octobre 2019 par un décret qui transforme l'organisme, qui avait alors un rôle de conseil, en entité opérationnelle. Nadi Bou Hanna en est nommé directeur.
Pendant cette mission auprès du Premier ministre, Nadi Bou Hanna s'attachera en 2019 à identifier l'état du numérique dans la fonction publique, à évaluer la qualité de la dématérialisation et les opportunités d'usage pour les fonctionnaires aussi bien que pour les citoyens, et lancera en réponse le programme tech.gouv visant à faire progresser le numérique public sur tous les axes sur lesquels il était en retard par rapport à ses homologues européens, et ainsi mieux correspondre à l’attente des usagers,,,.
Il est auditionné au Sénat le 25 juin 2019 au sujet de la souveraineté numérique de l'État, puis à l'Assemblée nationale à deux reprises : le 23 septembre 2021 par Thomas Gassilloud, rapporteur de la mission Résilience, et le 16 novembre 2021 par Pacôme Rupin au sujet de l'organisation de la vie démocratique,,,.
Nadi Bou Hanna quitte ses fonctions en janvier 2022 et crée l'entreprise Flore Group,. À l'annonce de son départ, un article du journal du Monde évoque un management brutal. Il est réfuté par la direction et donne lieu à la publication d'un droit de réponse dans le même journal.

## Engagements et prises de position

### La souveraineté numérique, le Cloud et les GAFAM
Il considère que la souveraineté numérique consiste à « choisir ses dépendances ». Lors de son audition du 23 septembre 2021 à l'Assemblée nationale, Nadi Bou Hanna s'exprime sur la dépendance européenne aux couches basses et à l'hébergement des données:
« Nous avons de plus en plus d'applications, en plus des réseaux, qui permettent de travailler au quotidien dans les services de l'État, qui permettent également d'échanger avec les citoyens, qui leur permettent d'effectuer leurs démarches et de fournir leurs droits, qui s'appuient sur le cloud. (...) L'enjeu est d'assurer une continuité de service, de protéger les données, et d'apporter de nouveaux services. C'est un équilibre permanent entre les opportunités et les menaces ».

### La circulaire Microsoft et la stratégieCloud au Centre
Le 15 septembre 2021, une note est envoyée aux secrétaires généraux des ministères pour rappeler la non-conformité des solutions collaboratives, bureautiques et de messagerie de la suite Office 365 de Microsoft, rappelant que les données manipulées par les agents de l'État, de nature sensible, ne peuvent pas transiter par des outils qui ne répondent pas à la doctrine cloud au centre établie par la circulaire no 6282-SG du 5 juillet 2021 relative à la doctrine d’utilisation de l’informatique en nuage par l’État,.
La note, reprise par les médias, apporte une certaine notoriété à Nadi Bou Hanna, qui clarifie en juillet 2022 sa position dans une interview à Arnaud Pessey, rappelant la nécessité pour les entreprises opérant sur le territoire européen de se conformer à un agrément donné par l'Agence nationale de la sécurité des systèmes d'information (ANSSI) appelé SecNumCloud, et sa conviction de la nécessité d'inciter les transferts de technologie vers les opérateurs français et européens,,,,,.

### La défense des libertés individuelles
Le 10 octobre 2021, dans le cadre de ses fonctions de directeur interministériel du Numérique, Nadi Bou Hanna exprime ses réserves quant au projet de modernisation du fichier national des comptes bancaires, dit FICOBA 3, porté par la direction générale des Finances publiques (DGFiP) par l'envoi d'une note adressée à la secrétaire générale du ministère de l'Économie,,,.